# Марко Ковачевич
Марко Ковачевич (серб. Marko Kovačević; народився 8 червня 1985 у м. Белград, Югославія) — сербський хокеїст, правий нападник. 
Вихованець хокейної школи «Партизан» (Белград). Виступав за команди: «Войводина» (Новий Сад), «Садбері Вулвз» (ОХЛ), Університет Макгілла (CIS), «Партизан» (Белград).
У складі національної збірної Сербії/Югославії провів 31 матч; учасник чемпіонатів світу 2001 (дивізіон II), 2002 (дивізіон II), 2003 (дивізіон II), 2005 (дивізіон II), 2008 (дивізіон II), 2009 (дивізіон II), 2010 (дивізіон I) і 2011 (дивізіон II). У складі молодіжної збірної Сербії і Чорногорії учасник чемпіонатів світу 2001 (дивізіон III), 2002 (дивізіон III) і 2003 (дивізіон II). У складі юніорської збірної Сербії і Чорногорії учасник чемпіонатів світу 2000 (дивізіон II), 2001 (дивізіон III), 2002 (дивізіон III) і 2003 (дивізіон II).